# Cyphostemma ornatum
Cyphostemma ornatum är en vinväxtart som först beskrevs av Auguste Jean Baptiste Chevalier, och fick sitt nu gällande namn av Descoings. Cyphostemma ornatum ingår i släktet Cyphostemma och familjen vinväxter. Inga underarter finns listade i Catalogue of Life.